# Aernout van Citters

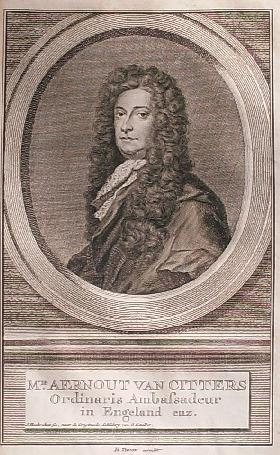
Aernout van Citters

Aernout van Citters  (Middelburg, 10 december 1633 - Madrid, 12 oktober 1696), heer van Gapinge -1670, was ambassadeur in Engeland van 1680 tot 1694.

## Loopbaan
In 1674 werd Van Citters benoemd tot raadsheer in het Hof van Holland en Zeeland. In 1680 volgde zijn benoeming tot raadsheer bij de Hoge Raad. Vrijwel tegelijkertijd werd hij benoemd tot ambassadeur bij het Engelse Hof door de Staten van Zeeland. Hij bedong een aantal voorwaarden: Als hij binnen een jaar terugkeerde kon hij terugvallen op zijn benoeming als raadsheer in de Hoge Raad. Bij een terugkeer na vijf jaren, of zoveel eerder als door omstandigheden gedwongen, zou hij benoemd worden tot gedeputeerde ter Staten-Generaal. In 1683 zag hij af van zijn raadschap in de Hoge Raad.
Op 5 november 1683 raakte zijn vrouw Josina Parduyn ernstig gewond bij een aanval door opstandelingen die stenen en brandhout gooiden naar hun koets in een onrustige periode na de Rye House-samenzwering, waarbij zowel Karel II als zijn broer Jacobus (James) gedood hadden moesten worden. Hij maakte bezwaar bij Karel II dat zijn immuniteit als diplomaat was geschonden. In 1685 was hij als buitengewoon ambassadeur deel van de Nederlandse afvaardiging met Jacob van Wassenaer Duivenvoorde en Everard van Weede van Dijkveld, die aanwezig waren bij de benoeming van Jacobus II tot koning van Engeland.
In 1686 wist Van Citters de hand te leggen op een Remonstrantie waarbij de Fransgezinde partij aan het Engelse hof onder leiding van de hertog van Sunderland bij de katholieke koning Jacobus II zouden aandringen een andere troonopvolger aan te wijzen dan Mary Stuart. Lodewijk XIV van Frankrijk zou beter koning kunnen worden dan de protestantse Willem.  Jacobus II ontkende dit, evenals het bestaan van een geheim bondgenootschap met Frankrijk, dat ten onrechte door Aernout gesuggereerd aan raadpensionaris Casper Fagel en stadhouder Willem III zou zijn. In 1688 was hij genoodzaakt om vijftig gewapende mannen in te huren om zijn huis te laten bewaken in een tijd dat de vijandigheden tussen Engeland en de Republiek toenamen. Bij de aankomst van Willem III in Engeland ontvluchtte hij Londen en ging hij het leger van Willem III tegemoet.
Als diplomaat heeft Aernout zich beziggehouden met bemiddeling in politieke zaken van de stadhouder als de Staten-Generaal met Engeland waarbij twee nationale conflicten tussen Engeland en de Zeven Provinciën werden besproken ten aanzien van het eigendom van Tortola, British Virgin Islands (“nieu Ter Tholen”) dat Nederlands particulier eigendom was en een conflict over Bantam.
Na de kroning van Willem III tot koning van Engeland was Aernout als buitengewoon ambassadeur samen met van Alexander Schimmelpennick van der Oije, Willem Adriaan I van Nassau-Odijk, Everard van Weede van Dijkvelt en Nicolaas Witsen (namens Amsterdam) deel van de Nederlandse delegatie die Willem III zou inhuldigen en handelscontracten vernieuwen. Witsen en Van Citters weigerden in eerste instantie het verdrag tot “verhindering van de handel met Frankrijk” tussen de Republiek en Engeland te tekenen, aangezien zij dit nadelig achtten voor de Republiek. Na een heftige discussie met Nassau-Odijk tekende Van Citters, zelfs nadat Witsen, die de belangen waarnam van het op Frankrijk georiënteerde Amsterdam, onder grote druk het verdrag. In 1691 verzocht hij de Staten van Zeeland om zijn terugtreden, omdat zijn rol als ambassadeur door de benoeming van Willem III aanzienlijk was afgenomen. Hij werd echter verzocht om aan te blijven.
Pas in 1694 volgde zijn benoeming tot buitengewoon ambassadeur in Spanje. Hiertoe stuurden zij de vier oudere kinderen naar het veilige Zeeland. Op de terugreis leed de boot op 10 juni schipbreuk op een zandbank voor Brouwershaven tijdens een achtervolging door de kaper Jan Baert, waarbij alle vier de kinderen omkwamen.  Door de beslommeringen na het overlijden vertrok Aernout eerst vanuit Engeland naar de Republiek en pas in januari 1696 vertrok hij naar Spanje. Al in oktober van dat jaar overleed hij in Madrid, nog voordat hij zijn officiële intrede als ambassadeur had kunnen maken. Op de terugreis vanuit Spanje werd de boot gekaapt en opgebracht in La Rochelle. Pas in januari 1698 kwam Josina Parduyn met haar jongere kinderen aan in Middelburg waar het gebalsemde lichaam van Aernout op 18 januari begraven werd.

## Familie
Hij was de zoon van Aernout van Ceters en Anna van der Stringe. In 1659 trouwde hij met Christina de Brauw (ca. 1640-1661) en hertrouwde na haar overlijden in 1663 met Josina Parduyn (1642-1718). Uit het tweede huwelijk kwamen onder meer voort Caspar van Citters (1674-1734) en Willem van Citters (1685-1758). In 1670 wijzigde hij om onbekende reden zijn naam van Van Ceters in Van Citters.